# Frank Loomis
Frank Farmer Loomis Jr. (Saint Paul, 22 de agosto de 1896 – New Port Richey, 4 de abril de 1971) foi um barreirista e campeão olímpico norte-americano.
Loomis venceu os 400 m c/ barreiras em Antuérpia 1920, conquistando a medalha de ouro e estabelecendo novo recorde olímpico e mundial para a distância, 54s0. A medalha de prata ficou com seu compatriota John Norton, franco favorito  antes da prova por ter quebrado o recorde mundial, 54s2, agora batido por Loomes, dois meses antes dos Jogos.